# Mário Mondino
Mário Mondino (1917 — 1994) foi um político brasileiro.
Foi eleito, em 3 de outubro de 1958, deputado estadual, pelo PDC, para a 40ª Legislatura da Assembleia Legislativa do Rio Grande do Sul e reeleito para a 41ª Legislatura da Assembleia Legislativa do Rio Grande do Sul.